# Погорелов Юрій Сергійович
Ю́рій Сергі́йович Погоре́лов  (нар.14 вересня 1982, місто Луганськ) — український науковець, доктор економічних наук, професор, сертифікований аудитор.

## Освіта
- 1998—2003 — Східноукраїнський національний університет імені Володимира Даля, спеціальність «Облік і аудит», кваліфікація «Магістр з обліку і аудиту»
- 2003—2006 — Аспірантура Східноукраїнського національного університету імені Володимира Даля
- 2008 — Навчання за програмами IAS, IPFM, EBC(L)
- 2008—2011 — Докторантура Східноукраїнського національного університету імені Володимира Даля
- 2015 — Участь у проекті British Council в Україні «English as a medium of instructions»
- 2016 — Стажування «Нормативна основа та практика використання МСФЗ у ЄС» (Польща)
- 2016 — Участь у проекті British Council в Україні «Researcher connect»
- 2017 — Програма «Міжнародна практика обліку, стратегічного аналізу та управління підприємствами у ЄС» (Чехія)
- 2017 — Проект «Sustainable e-Government for Resilient and Innovative Democratic Public Administration», член команди з розробки проекту (Швеція)
- 2021—2023 — Національна академія внутрішніх справ, спеціальність "Право", кваліфікація "Магістр права"
- 2023 — Сертифікат аудитора (Україна)
- 2023 — Короткострокове навчання з аудиту ефективності
- 2024 — Короткострокове навчання з аудиту відповідності
- 2024 — Середньострокове навчання з аудиту відповідності за спільною програмою Center for Audit Excellence / USAID

## Наукові ступені та звання
- 2006 — кандидат економічних наук за спеціальністю 08.06.01 «Економіка, організація і управління підприємствами»
- 2010 — доцент за кафедрою менеджменту зовнішньоекономічної діяльності
- 2011 — доктор економічних наук за спеціальністю 08.00.04 «Економіка та управління підприємствами»
- 2019 — професор за кафедрою фінансового права та фіскального адміністрування

## Основні етапи професійної діяльності
- 2002—2003 — спеціаліст аудиторської фірми
- 2003—2006 — аспірант
- 2006—2008 — доцент кафедри менеджменту зовнішньоекономічної діяльності Східноукраїнського національного університету імені Володимира Даля
- 2008—2011 — докторант кафедри менеджменту зовнішньоекономічної діяльності Східноукраїнського національного університету імені Володимира Даля, доцент кафедри за сумісництвом, автор та ведучий тренінгів «Тайм-менеджмент», «Управління витратами», «Центри відповідальності», «Бюджетування у торгівельній установі» та ін.
- 2011—2015 — професор кафедри менеджменту зовнішньоекономічної діяльності Східноукраїнського національного університету імені Володимира Даля
- 2015—2018 —  завідувач кафедри обліку і аудиту Полтавського національного технічного університету імені Юрія Кондратюка
- 2018—2023 — радник члена Рахункової палати України
- Із 2023 — головний спеціаліст департаменту фінансового контролю (аудиту) Рахункової палати, професор кафедри обліку та оподаткування (за сумісництвом)

## Різне
- Академік Академії економічних наук України (2016)
- Стипендіат стипендії Кабінету Міністрів України для молодих вчених (2010)

## Наукові здобутки
Автор більше 230 наукових праць, серед них 27 монографій та розділів монографій (у тому числі, у співавторстві), понад 140 статей у наукових фахових виданнях України та за кордоном, включаючи видання, що включені до міжнародних наукометричних баз даних, понад 70 тез доповідей на Всеукраїнських і Міжнародних науково-практичних конференціях, а також 3 навчальних посібників та підручників (у співавторстві).
Сфера наукових інтересів: розвиток держави, підприємства, економічна безпека підприємства, регіону та держави, управління витратами підприємства, управлінський облік.

## Основні наукові праці

### Монографії
1. Pogorelov Yurii, Polishchuk Yevheniia. Path of privatization and its risks for Ukraine. Public Policy in Transition Economies An Institutional Perspective : collective monograph. 1st Edition. By Maciej J. Grodzicki, Anna Zachorowska-Mazurkiewicz. London. Routledge, 2024. 296 р.
2. Kozachenko G., Pogorelov Yu. Conditions and characteristics of the development of socio-economic systems. Management of the 21st century: globalization challenges. Issue 4. Prague (Czech Repulic), Nemoros s.r.o., 2023. Р. 17‑23.
3. Kozachenko G., Pogorelov Yu., Diachkov D. Modern directions of consulting in the field of ensuring comprehensive business security. Security management of the XXI century: national and geopolitical aspects : collective monograph. ISSUE 4. Prague (Czech Repulic), Nemoros s.r.o., 2022. Р. 171‑178.
4. Didyk Andriy, Kozachenko Ganna, Pogorelov Yuriy. Overview of threats to national economy with application of their classification criteria. Security management of the XXI century: national and geopolitical aspects : collective monograph. ISSUE 3. Prague (Czech Repulic), Nemoros s.r.o., 2021. Р. 25‑33.
5. Kozachenko G. V., Pogorelov Yu. S., Bilousova A. Yu. Economic security of enterprise’s development. Security of the XXI century: national and geopolitical aspects: collective monograph. Issue 2. Prague (Czech Repulic), Nemoros s.r.o., 2020.
6. Kozachenko G. V., Pogorelov Yu. S., Bilousova A. Yu. Development of threats to enterprise activity. Security of the XXI century: national and geopolitical aspects : collective monograph. Prague Czech Repulic, Nemoros s.r.o., 2019. Рр. С. 134‑140.
7. Kozachenko G. V., Pogorelov Yu. S., Bilousova A. Yu. Management of enterprise development: general provision. Management of the 21st Century: Globalization Challenges : monograpf. Prague, Nemoros s.r.o., 2018. Рр. 71‑78.
8. Погорелов Ю. С., Білоусова А. Ю. Особливості управління туристичними підприємствами. У кн.: Методологія та практика сталого розвитку туризму монографія / за заг ред. І.В. Черниш. Полтава : ПП «Астрая», 2018. С. 119‑129.
9. Погорелов Ю. С., Білоусова А. Ю. Критерій перебування підприємства в економічній безпеці: визначення за даними бухгалтерського обліку. У кн.: Економічна безпека: держава, регіон, підприємство : монографія; в 3-х т. Т. 2 / за заг. ред. В.О. Онищенка та Г. В. Козаченко. Полтава: ПолтНТУ, 2018. С. 206‑ 223.
10. Погорелов Ю. С. Розвиток підприємства: зв'язок з іншими поняттями. У кн.: Розвиток суб'єктів господарювання України: сучасні реалії та перспективи : монографія / за заг. ред. Л. М. Савчук. Дніпро : Пороги, 2017. С. 95‑103.
11. Погорелов Ю. С., Гавловська Н. І. Вплив стратегічних орієнтирів вітчизняних суб'єктів ЗЕД на економічну безпеку зовнішньоекономічної діяльності підприємства : монографія; в 3-х т. Т. 1 / за заг. ред. В. О. Онищенка та Г. В. Козаченко. Полтава : ПолтНТУ, 2016. С. 209‑239.
12. Козаченко Г. В., Погорелов Ю. С. Оцінювання економічної безпеки підприємства: аналіз основних підходів. У кн.: Менеджмент безпеки держави, регіону, підприємства: проблеми і виклики сьогодення : монографія / за заг. ред. З.Б. Живко, І.Г. Бабець. Львів : Ліга-Прес, 2015. С. 238‑251.
13. Козаченко Г. В., Погорелов Ю. С., Тюлєнєв Г. Д. Економічна безпека вищого навчального закладу: підґрунтя забезпечення. У кн.: Фінансово-економічна безпека: стратегічна аналітика та аудиторський супровід : монографія. Харків : ХНУМГ ім. О.М. Бекетова, 2015. С. 110‑130.
14. Козаченко Г. В., Погорелов Ю. С. Ідентифікація методів в управлінні затратами підприємства. У кн. Менеджмент у ХХІ сторіччі: методологія і практика : монографія / за заг. ред. І.А. Маркіної. Полтава : вид-во «Сімон», 2015. С. 90‑113.
15. Козаченко Г. В., Погорелов Ю. С., Тюлєнєв Г. Д. Економічна безпека у системі вищої освіти України: сутність та характер. У кн. Система економічної безпеки: держава, регіон, підприємство : монографія; в 3-х т. Т. 3 / за заг. ред. Г.В. Козаченко. Луганськ : Промдрук, 2014. С. 71–129.
16. Козаченко Г. В., Бурбело О. А., Погорелов Ю. С., Бурбело С. О. Рейдерство: витоки, процедури, способи запобігання. Луганськ : Луг. держ. ун-т внутр. справ ім. Е.О. Дідоренка, 2012. 184 с.
17. Погорелов Ю. С. Оцінка та моделювання розвитку підприємства : монографія. Луганськ : Глобус, 2010. 512 с.
18. Погорелов Ю. С. Природа, рушійні сили та способи розвитку підприємства : монографія. Харків : АдвАтм, 2010. 352 с.

### Наукові статті у виданнях, що входять до НМБД Web of Science та Scopus
1. Didyk Andriy, Pogorelov Yuriy, Lemishovskyi Vasyl, Lazarev Anton. Creation of tools for the development of the enterprise -subject of FEA. Financial and credit activity: problems of theory and practice. Publication of scientific papers. 2024. Volume 2 (55). P. 409–422. (Scopus & Web of Science)
2. Kozachenko G., Pogorelov Yu., Andrushchenko I., Gerasymenko L., Romanovska Y. Economic Security in Post-Soviet Countries: Level of Ensuring and Development Trend. Review of Applied Socio-Economic Research. 2021. Volume 22. Issue 2. pp. 86‑101. (Scopus)
3. Kozachenko G., Pogorelov Yu., Olshanskyi O., Kramchaninova M., Vakhlakova V. COVID-19 Pandemic as a Threat to Ukraine’s Socio-Economic System: Materialization Features, Indicators and Consequences. European Journal of Sustainable Development. 2021. 10 (3). Р. 303‑315. (Scopus & Web of Science)
4. Kozachenko G., Andrushchenko I., Pogorelov Yu. Raiding as a threat to economic security of Ukraine: legal framework of counteraction. Journal of law and political sciences. 2020. Vol. 23, issue 2. P. 297‑341. (Web of Science)
5. Kozachenko G. V., Pogorelov Yu. S., Ovcharenko Ye. I., Illiashenko O. V. Use of methods of operational cost management in the planning and accounting organization at the enterprises in Ukraine. Problems and Perspectives in Management. 2018. Volume 16, Issue 3. Рр. 488‑500. (Scopus)
6. Pogorelov Yu.S., Vahlakova V.V., Bilousova A.Y. Information analytical provision in assessment at microlevel economic security studies. Financial and credit activity: problems of theory and practice. 2018. Vol. 1, No 24. P. 285-296. (Web of Science)
7. Pogorelov Yu., Ivchenko Ye. The economic security of enterprises of Luhansk region in conditions of post-conflict transformation. Baltic Journal of Economic Studies. 2017. Vol 3, No 5. P. 358‑366. (Web of Science

### Наукові статті у фахових виданнях України (основні)
1. Козаченко Г. В., Погорелов Ю. С. Нормативно-правове забезпечення протидії рейдерству як системній загрозі соціально-економічній системі України. Юридичний науковий електронний журнал. 2024. № 3. С. 300–305. URL: https://www.business-inform.net/export_pdf/business-inform-2023-12_0-pages-368_378.pdf
2. Дідик А., Погорелов Ю. Міжнародний досвід післявоєнного розвитку економіки: уроки для України. Менеджмент та підприємництво в Україні: етапи становлення та проблеми розвитку. 2023. № 1 (9). С. 262–282.
3. Didyk A., Pogorelov Yu. Explanatory basis of a national economy development. Economy of industry. 2022. No3 (99). P. 92-107. http://doi.org/10.15407/econindustry2022.03.092
4. Козаченко Г. В., Погорелов Ю. С. Інструментарій сталого розвитку підприємства в умовах кризи. Бизнес Информ. 2021. №4. С. 285‑293.
5. Козаченко Г. В., Погорелов Ю. С., Герасименко Л. В. Оцінювання економічної безпеки держави з використанням конструктного підходу. Бізнес Інформ. 2020 №9. C. 44–55.
6. Дідик А. М., Погорелов Ю. С. Показники оцінювання результативності та економності використання бюджетних коштів закладами вищої освіти. Вісник Київського національного університету імені Тараса Шевченка. Економіка. 2019. 1(202). С. 20‑27.
7. Козаченко Г. В., Погорелов Ю. С. Загроза діяльності підприємства як імперативне поняття економічної безпекології мікрорівня. Вчені записки Університету «КРОК». Зб. наукових праць. 2019. № 1(53). С. 161-170.
8. Козаченко Г. В., Погорелов Ю. С., Білоусова А. Ю. Функції менеджменту розвитку підприємства. Вісник Хмельницького національного університету. Економічні науки. 2018. №3. Т.2. С. 54-58.
9. Погорелов Ю. С., Лубенченко О. Е. Предметна область аудиту зовнішньоекономічної діяльності підприємства: методичні аспекти. Бизнес Информ. 2018. №6. С. 23‑34.
10. Козаченко Г. В., Погорелов Ю. С. Безпека системи вищої освіти в Україні: погляд з різних позицій. Соціально-правові студії. 2018. Випуск 1. С. 88‑96.
11. Kozachenko G., Pogorelov Y. Preconditions of accounting expenses for an enterprise development. Економіка і регіон. 2017. № 1. С. 54‑59.
12. Дідик А. М., Погорелов Ю. С. Співпраця закладу вищої освіти із бізнесом: принципові засади організування. Вісник національного університету «Львівська політехніка». Зб. наук. праць. Серія: Менеджмент та підприємництво в Україні: етапи становлення і проблеми розвитку. 2018. № 899. С. 75‑84.
13. Погорелов Ю. С., Надьон Г. О. Криза в діяльності підприємства як рушійна сила його розвитку. Стратегія економічного розвитку України. 2017. № 40. С. 15‑24.
14. Погорелов Ю. С. Способи розвитку підприємства: умови та результативність використання. Економічний журнал Одеського політехнічного університету. 2017. № 1. С. 76‑84.
15. Погорелов Ю. С. Цілепокладання як системотворний чинник у системі управління витратами підприємства. Вісник Хмельницького національного університету. Економічні науки. 2016. № 3. Т. 2. С. 15–18.
16. Погорелов Ю. С., Вахлакова В. В. Облік витрат на екологізацію діяльності підприємства. Науковий вісник Мукачівського державного університету. Вип. 1 (5). Мукачево : МДУ, 2016. С. 255‑261.
17. Погорелов Ю. С., Івченко Є. А. Аналіз підходів до розуміння економічної безпеки підприємства. Вісник Хмельницького національного університету. Економічні науки. 2016. № 6 (242). С. 100‑104.
18. Погорелов Ю. С., Лейко К. А. Шляхи розвитку соціально-економічного потенціалу підприємства. Економіка і регіон. 2015. № 6 (55). С. 64‑71.
19. Козаченко Г. В., Погорелов Ю. С. Про деякі проблеми у сучасній економічній безпекології. Управління проектами та розвиток виробництва. 2015. № 3(55). С. 6‑18.
20. Погорелов Ю. С., Вахлакова В. В. Розроблення стратегії екологізації діяльності промислового підприємства. Вісник Хмельницького національного університету. Економічні науки. 2015. № 1. С. 242‑246.
21. Погорелов Ю. С., Ілляшенко О. В. Передумови формування механізму управління системою економічної безпеки підприємства. Вісник Хмельницького національного університету. Економічна серія. 2015. № 4. Т.2. С. 151‑156.
22. Погорелов Ю. С., Миронова Ю. Ю. , Мазурьонок В. В. Організація внутрішньогосподарського контролю на промислових підприємствах. Економіка і регіон. 2015. № 4. С. 44‑51.
23. Погорелов Ю. С., Миронова Ю. Ю. , Краснощік М. В. Інструменти управлінського обліку на промислових підприємствах. Економіка і регіон. 2015. №3. С. 58‑65.
24. Козаченко Г. В., Погорелов Ю. С. Використання методів управління затратами: принципові підходи. Вісник Хмельницького національного університету. Економічна серія. 2015. Т. 2. № 3. С. 18–24.

### Публікації у виданнях іноземних держав
1. Didyk A., Pogorelov Y. Driving forces of developing Ukrainian economy after the war and conditions of their effectiveness. Legal Economic Science and Praxis. 2022. No 4.  P. 32-41. URL: https://lesp.hu/driving-forces-of-developing-ukrainian-economy-after-the-war-and-conditions-of-their-effectiveness/
2. Kozachenko G., Pogorelov Yu., Andrushchenko I. Improving legislation on counteraction to raiding as a direction in strengthening Ukraine’s economic security. Legal Science and Praxis. Journal of Law and Social Sciences. 2021. № 1. С. 51‑58.
3. Pogorelov Y. S., Voroniuk Ie V., Otenko P. V., Kripkyi A. Yu. Organization of safety oriented conditions for entrepreneurial development in Ukraine. News of Science and Education. 2020. № 6(73). Р. 11–26.
4. Pogorelov Yu., Dubovaya V., Bilousova A. Relevant Cash Flows Information for Engineering & Construction’ Companies Investors. International Journal of Engineering and Technology (UAE). 2018.Vol 7, No 3.2. Special Issue 2. Р. 322‑328.
5. Kozachenko G., Pogorelov Y. Approaches to accumulate information about transactional costs in accounting at an enterprise. L'AssocTatTon 1901 "SEPIKE". 2017. №1 (16). Pр. 148-154.
6. Pogorelov Yu., Ivchenko Ye. Conventionalism as a theoretical basis for the understanding of the nature of economic security in the enterprise. EUREKA: Social and Humanities. Economics, econometrics and finance. Tallin : Publisher OU «Scientific Route». 2017. № 6 (12). С.16‑23.
7. Kozachenko G., Pogorelov Y. Transaction costs as an object of enterprise accounting. International Journal of Economics and Society. 2016. Vol. 2, Issue 8. Pр. 34‑39.
8. Pogorelov Yu., Havlovska N. Formation of the behavioural model of the economic security mechanism functioning concerning foreign economic activities within the system of enterprise management. Black Sea scientific journal of academic researches. 2016. Vol. 32, Issue 06. P. 9‑14.
9. Погорелов Ю. С., Вахлакова В. В. Передумови формування конвергентно-прагматичного підходу до розуміння економічної безпеки підприємства. WSPÓŁPRACA EUROPEJSKA. 2016. № 5(12). С. 20‑34.

### Навчальні посібники
1. Економічна безпека підприємства : підручник / за ред. А. М. Дідика. Львів : Бухгалтери України, 2019. 624 с.
2. Погорелов Ю. С., Христенко Л. М., Алєйніков А. А., Макухін Г. А. Управління витратами підприємства : навч. посіб. / за заг. ред. Г. В. Козаченко. Луганськ : Ноулидж, 2011. 628 с.
3. Погорелов Ю. С., Воронкова А. Е., Лежепьокова В. Г., Свірідова О. В. Основи зовнішньоекономічної діяльності : навч. посіб. Луганськ: вид-во СНУ ім. В. Даля, 2010. 320 с.

## Підготовка наукових кадрів вищої кваліфікації
Член спеціалізованої вченої ради з присудження наукового ступеня доктора економічних наук, науковий консультант 4-х дисертацій на здобуття наукового ступеня доктора економічних наук, 5-х дисертацій на здобуття наукового ступеня кандидата економічних наук, опонував на захисті більш ніж 30 дисертацій на здобуття наукового ступеня доктора та кандидата економічних наук.